# محافظة أفيرة
محافظة أَفَيرة أو أَفَيْرُو أو (نقحرة: أفييرو) هي إحدى المحافظات العشرين البرتغال. يبلغ عدد سكانها 713,578 نسمة. تبلغ مساحتها 250 كم². تأسست عام 1938. وتحتوي على 19 بلدية.